# Terhijn Cagaan nuur

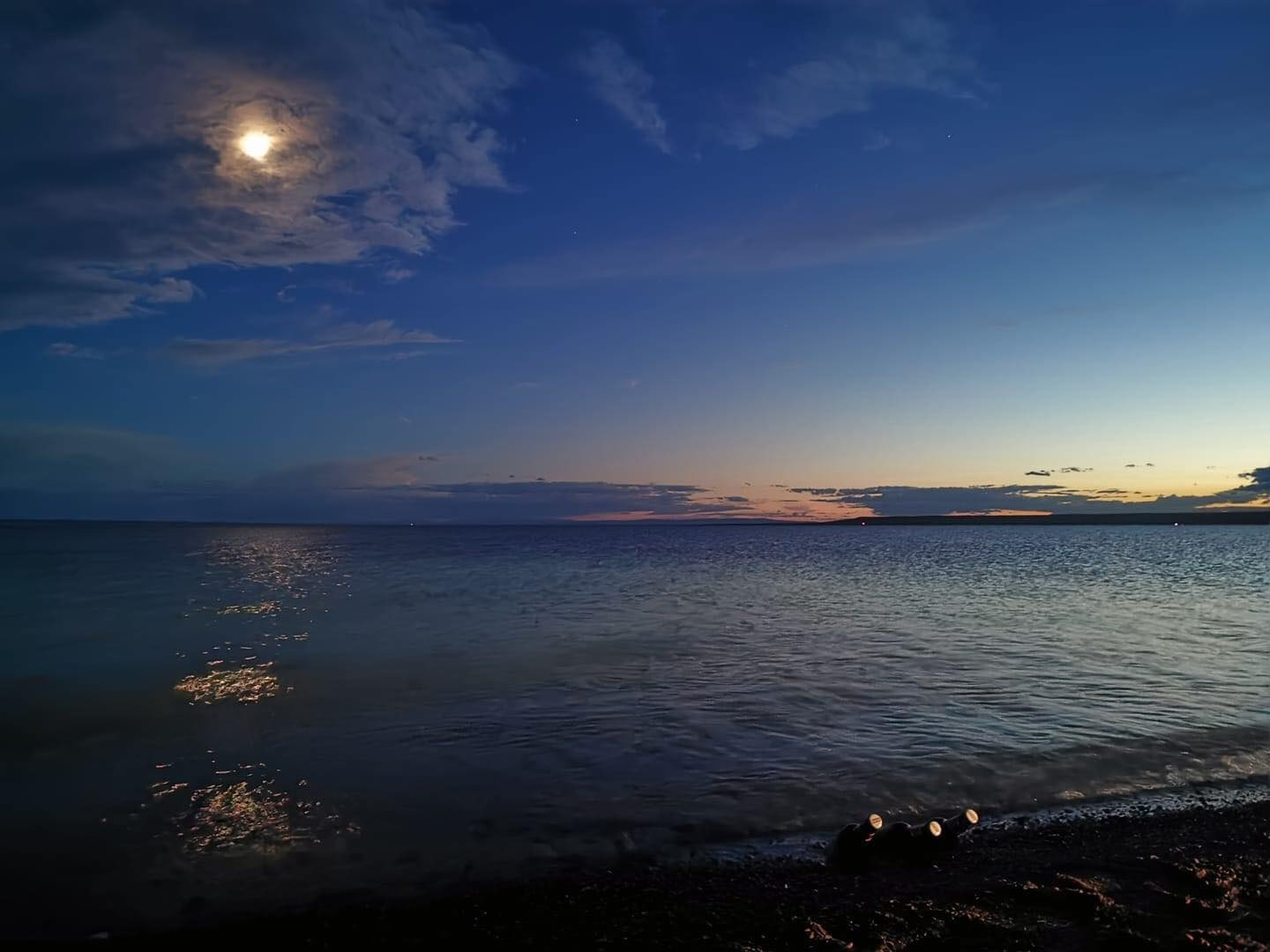
Terhijn Cagaan nuur

Il Tėrhijn Cagaan nuur (mongolo: Тэрхийн Цагаан нуур) Terkhiin Tsagaan nuur secondo la traslitterazione anglosassone, conosciuto anche come Lago Bianco, è un lago d'acqua dolce nella provincia dell'Arhangaj, distretto di Tariat, in Mongolia. La cittadina di Tariat, capoluogo del distretto, si trova ad est del lago.
Il Tėrhijn Cagaan nuur si trova tra i monti Hangaj, nella parte occidentale della provincia, 175 km a nord-ovest Cecerleg. Situato ad un'altitudine di 2.060 m sul livello del mare, il lago, lungo 16 km e largo 4 km, ha una superficie di circa 61 km². Nella parte occidentale del lago c'è un'isola.
L'acqua in eccesso dal lago defluisce formando il fiume Suman (Суман гол, Suman gol; o Sumyn gol com'era chiamato in russo fino al 1989) che si getta sua volta nel Chuluut. All'estremità orientale del lago, a 3,5 km dalla costa si trova il vulcano Horgo (Хорго; alle coordinate 48°11′11″N 99°51′27″E).
La zona intorno al lago è stata inclusa nella lista dei siti protetti della Mongolia dal 1965 e fa attualmente parte del "Parco Nazionale Horgo-Tėrhijn Cagaan Nuur", oggetto di turismo attivo.